# Diocesi di Blaundo

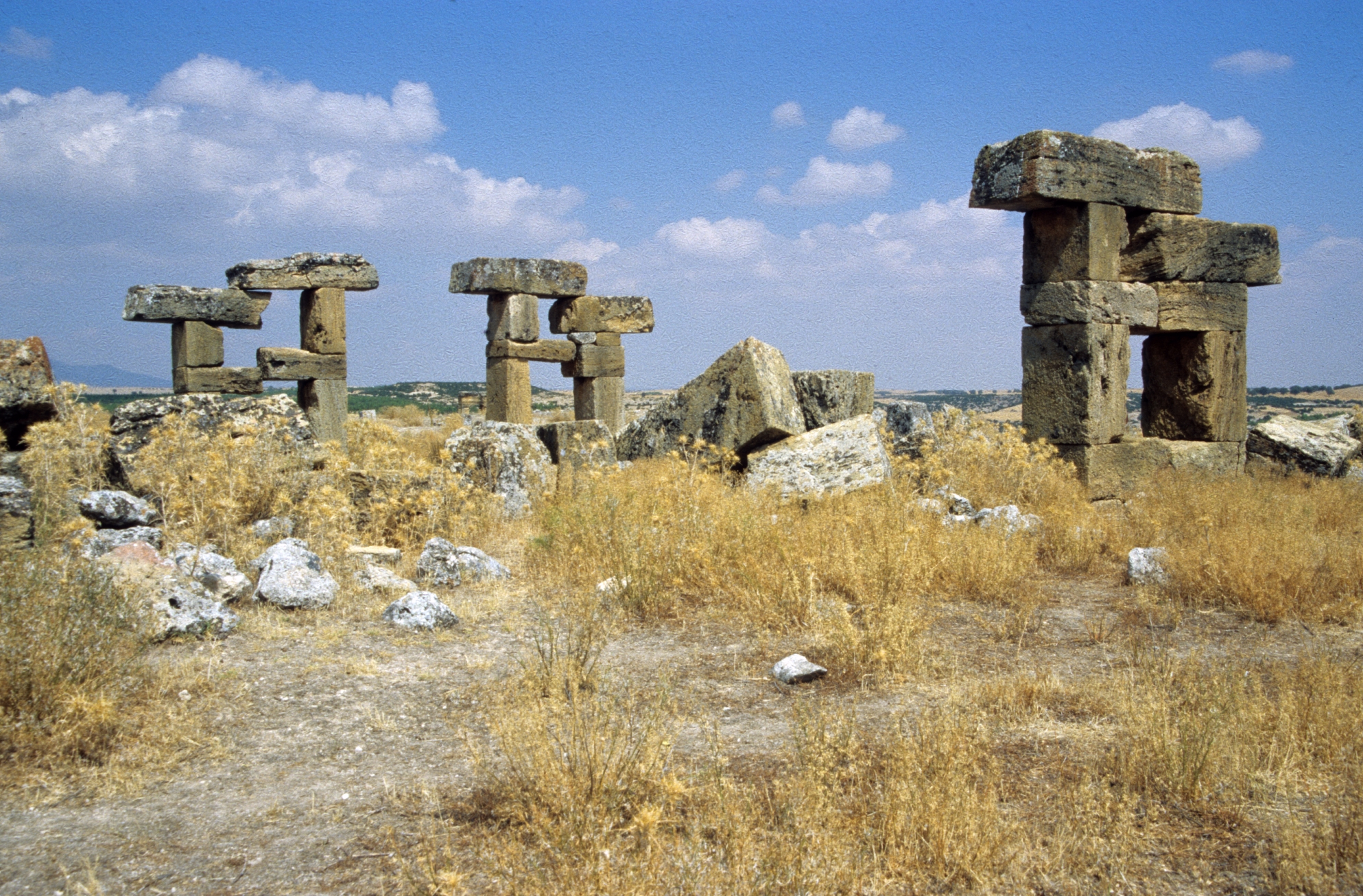
Resti di Blaundo.

La diocesi di Blaundo (in latino Dioecesis Blaundenia) è una sede soppressa del patriarcato di Costantinopoli e una sede titolare della Chiesa cattolica.

## Storia
Blaundo, identificabile con le rovine di Süleimanli nei pressi di Göbek (provincia di Afyonkarahisar) in Turchia, è un'antica sede episcopale della provincia romana della Lidia nella diocesi civile di Asia. Faceva parte del patriarcato di Costantinopoli ed era suffraganea dell'arcidiocesi di Sardi.
La diocesi è documentata nelle Notitiae Episcopatuum del patriarcato di Costantinopoli fino al XII secolo.
La diocesi è nota nelle fonti latine con i nomi di Blaundus, Blandus e Balandus. Due sono i vescovi certi di questa sede: Elia prese parte al concilio di Calcedonia del 451, mentre Onesiforo sottoscrisse nel 458 la lettera dei vescovi della Lidia all'imperatore Leone I dopo la morte del patriarca Proterio di Alessandria.
Durante il sinodo di Seleucia del 359, i vescovi ariani guidati da Acacio di Cesarea abbandonarono l'assemblea e sottoscrissero una formula di fede di tendenze ariane; per questo motivo vennero o scomunicati o deposti. Tra i vescovi scomunicati figura anche Foibos episkopos Polychalandou tes Lydias, ossia "Foibo vescovo di Policalando di Lidia". Policalando è una sede sconosciuta e forse per questo motivo Le Quien interpretò il termine Polychalandos come corruzione per Balandos, attribuendo così il vescovo Foibo (Febo ?) alla diocesi di Blaundo. Secondo Destephen invece Foibo è l'unico titolare conosciuto di Policalando, sede ignota alle Notitiae Episcopatuum, cosa che fa supporre che questa antica sede sia stata soppressa prima del VII secolo e assorbita da una diocesi vicina.
Nel concilio di Costantinopoli dell'879-880 che riabilitò Fozio si trova un Eustazio di Alandos; è stato ipotizzato che si tratti di Balandus, ma non è stato provato. Gli autori della Prosopographie der mittelbyzantinischen Zeit attribuiscono questo vescovo alla diocesi di Silando.
Dal 1933 Blaundo è annoverata tra le sedi vescovili titolari della Chiesa cattolica; la sede è vacante dal 31 gennaio 1971.

## Cronotassi

### Vescovi greci
- Foibo ? † (prima del 359 - dopo il 363)
- Elia † (menzionato nel 451)
- Onesiforo † (menzionato nel 458)
- Eustazio ? † (menzionato nell'879-880)

### Vescovi titolari
- Michael Mongkhol On Prakhongchit † (7 maggio 1953 - 23 gennaio 1958 deceduto)[7]
- Victor-Jean Perrin † (26 novembre 1961 - 31 gennaio 1971 deceduto)[8]